# Retable de la Sainte Parenté
Le Retable de Torgau ou Retable de la Sainte Parenté est un triptyque réalisé en 1509 par le peintre allemand Lucas Cranach l'Ancien. 

## Description
Le tableau représente Joseph, Marie, Anne et l'Enfant Jésus, avec les trois maris d'Anne à l'arrière-plan du panneau central. La « Sainte Parenté » est représentée dans une pièce richement décorée, ornée de colonnes de marbre et de bancs en pierre. 

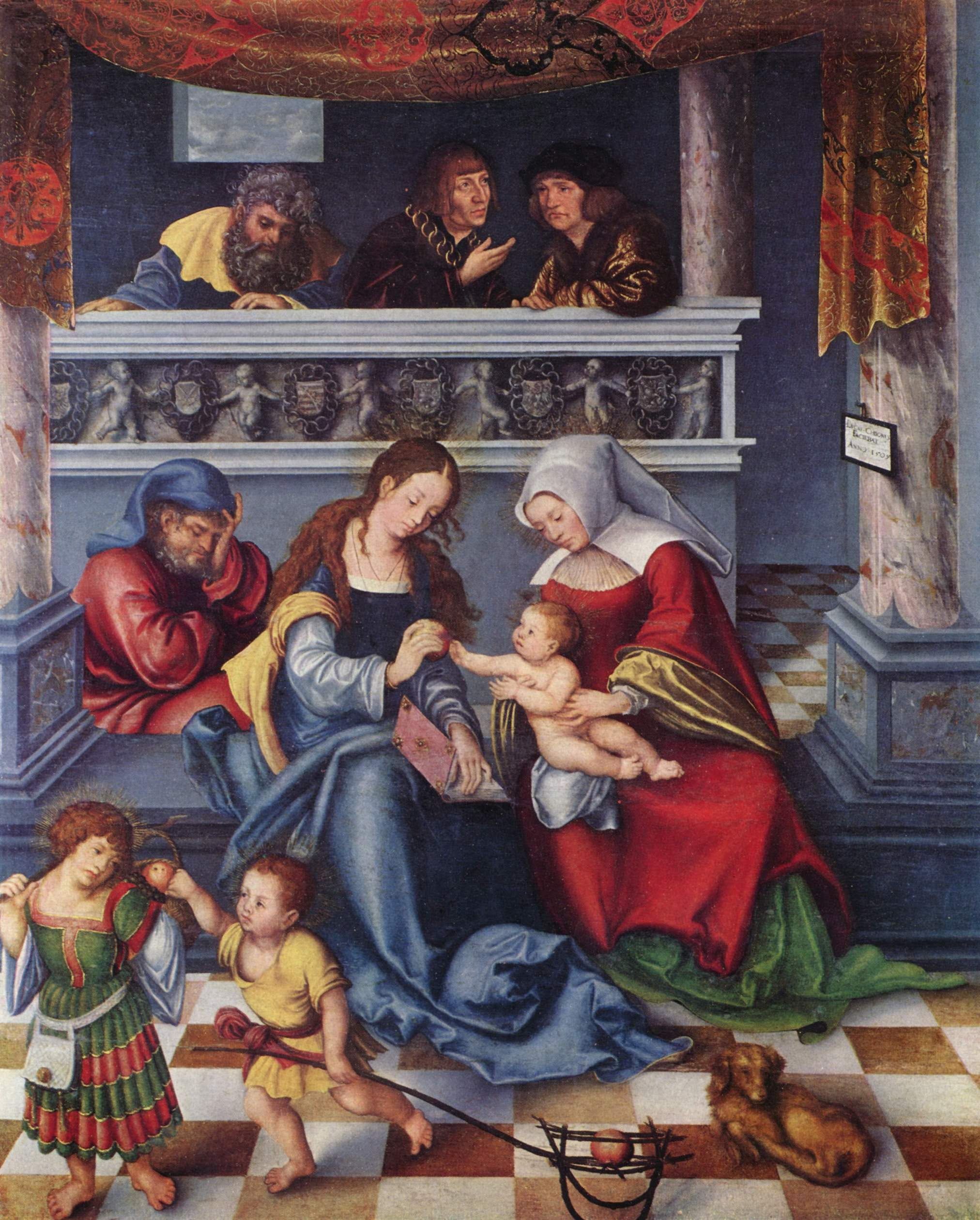
Détail du volet central.

Les trois hommes représentés dans la galerie ont été identifiés comme ressemblant à l'empereur Maximilien (au centre), au conseiller impérial Sixtus Oelhafen (de) (à droite) et à l'auteur du retable (à gauche). 
Fait inhabituel, Lucas Cranach a signé et daté le tableau en latin : LUCAS CHRONUS/FACIEBAT/ANNO 1509, visible sur le cartellino accroché à la colonne de droite du panneau central. Le choix et le traitement du sujet montreraient que le peintre connaissait le retable de Sainte-Anne de Quentin Metsys alors qu'il était encore dans l'atelier anversois du maître. Cranach a choisi un thème explicitement allemand avec le paysage boisé et montagneux en arrière-plan et les portraits de l'empereur Maximilien, de l'électeur Frédéric le Sage et de son frère, le duc Jean le Constant, parmi les membres de la Sainte Famille. Il a ensuite peint une autre version de la Sainte Parenté sur un seul panneau.

## Histoire
Le triptyque a été acheté par le musée Städel  de Francfort en 1906 aux enchères à Paris. 